# Список номинантов на премию «Большая книга» 2017 года
Список номинантов на премию «Большая книга» 2017 года — перечень номинантов, попавших в длинный список (лонг-лист) премии «Большая книга» в сезоне 2016—2017 года/

## Преамбула
Список представлен в следующем виде — Победители, Список финалистов (кроме Победителей), Длинный список (кроме Победителей и Списка финалистов). Для каждого номинанта указано название произведения, а для рукописей — их авторы (по возможности).

## Победители
1. Данилкин Лев — «Ленин. Пантократор солнечных пылинок», Первое место, Приз читательских симпатий (второе место)
2. Шаргунов Сергей — "Катаев: «Погоня за вечной весной», Второе место, Приз читательских симпатий (первое место)
3. Идиатуллин Шамиль — «Город Брежнев», Третье место, Приз читательских симпатий (третье место)
4. Виктория Токарева — Специальная премия «За вклад в литературу»

## Список финалистов
1. Гиголашвили Михаил — «Тайный год»
2. Малышев Игорь — «Номах»
3. Пелевин Виктор — «Лампа Мафусаила, или Крайняя битва чекистов с масонами»
4. Рубанов Андрей — «Патриот»
5. Сальников Алексей — «Петровы в гриппе и вокруг него»
6. Самсонов Сергей — «Соколиный рубеж»
7. Слаповский Алексей — «Неизвестность»

## Длинный список
1. Авилов Сергей — «В.Н.Л (Вера. Надежда. Любовь)»
2. Брейнингер Ольга — «В Советском Союзе не было аддерола»
3. Буйда Юрий — «Покидая Аркадию»
4. Волос Андрей — «Должник»
5. Генис Александр — «Обратный адрес»
6. Данилов Дмитрий — «Сидеть и смотреть»
7. Драгунская Ксения — «Колокольников-Подколокольный»
8. Евсеев Борис — «Казненный колокол»
9. Ермаков Олег — «Песнь Тунгуса»
10. Козлова Анна — «F20»
11. Кравченко Владимир — «Не поворачивай головы. Просто поверь мне»
12. Крусанов Павел — «Железный пар»
13. Лебедева Виктория — «Без труб и барабанов»
14. Мелихов Александр — «Свидание с Квазимодо»
15. Месяц Вадим — «Стриптиз на 115-й дороге»
16. Новиков Дмитрий — «Голомяное пламя»
17. Петрова Александра — «Аппендикс»
18. Рубина Дина — «Бабий ветер»
19. Сорокин Владимир — «Манарага»
20. Сотников Владимир — «Улыбка Эммы»
21. Старобинец Анна — «Посмотри на него»
22. Тавров Андрей — «Клуб Элвиса Пресли»
23. Рукопись № 85 — «Забытое слово»
24. Рукопись № 150 — «Неистория»